# Kirke Sonnerup
Kirke Sonnerup er en lille by på Midtsjælland med 917 indbyggere  (2024) i Kirke Sonnerup Sogn mellem Roskilde og Holbæk ved afkørsel 16 (Kirke Sonnerup). Byen ligger i Lejre Kommune og Region Sjælland.

## Byen
Kirke Sonnerup består af en nyere og en ældre del. Byen er klassificeret som landzone, og der må derfor ikke opføres industribygninger. Al beboelse må maksimalt være to etager.
I byen ligger et vandværk, som Ordrup er koblet til, en børnehave og den har et fodboldhold. Foruden findes et galleri, en kirke og en rideklub.
I 2012 lukkede folkeskolen og fritidshjemmet i Kirke Sonnerup. I de efterladte bygninger kom der en specialskole for børn med ADHD - opmærksomheds- og koncentrationsproblemer
I 2013 vandt byen P3's konkurrence 'Byg Amok' og fik dermed bygget en skaterpark som det nye samlingspunkt i byen.

## Den nye bydel
I begyndelsen af 1970'ene blev nogle af Møllegårdens marker udstykket. På de grunde ligger nu omkring 300 husstande. Vejene i den nye bydel hedder Bygmarken, Havrevænget, Rugvangen, Hvedetoften og Møllegårdsvej, som forbinder de fire "kornmarker" med hinanden og Ordrupvej. Under et, kaldes udstykningen for Mølleparken.
Bygmarken er udformet som en hovedvej med hesteskoformede sideveje, mens Havrevænget har blinde sideveje. Den mindste er Hvedetoften.
Efter de nye udstykninger i Kirke Sonnerup og nabobyerne Englerup og Ordrup var der i 1976 nok skolebørn til at oprette en skole i byen. Før måtte byens børn tage til Bramsnæsvigskolen i Ejby, efter den gamle skole var lukket. Efter en årrække kom 4., 5., 6. og 7. klassetrin samt en gymnastiksal på den lokale skole. I 2002/2003 blev der tilbygget et aktivitetshus.

## Den gamle bydel
Bugtende veje karakteriserer den gamle bydel, hvor der både ligger huse og gårde samt Sonnerup Kirke, grundlagt af Hvide-slægten i begyndelsen af 1100-tallet, bygget af frådsten og også det senere tårn af munkesten.
I denne del lå byens købmand, galleri og rideskole samt den gamle skole fra 1919. Bag kirken ligger byens eneste lejlighedskompleks i den gamle gård Vestervang. Staldene er hjemsted for Rideklubben Vestervang.
Trusholm Gods har været brugt til DRs Mens vi venter (juleshow). Trusholm er ejet af Ryegaard gods.